# اعتبارسنج
اعتبارسنج (به انگلیسی: Validator) برنامه رایانه‌ای است که برای بررسی اعتبار صحت نحوی و درستی قسمتی از کد یا یک سند استفاده می‌شود. این اصطلاح معمولاً برای سنجش اعتبار اچ‌تی‌ام‌ال، سی‌اس‌اس، اسناد اکس‌ام‌ال و فید آراس‌اس کاربرد دارد. هرچند می‌توان از آن در هر فرمت و زبانی استفاده کرد.